# De Ruyter (Schiff, 1976)
Die De Ruyter war eine Lenkwaffenfregatte der Tromp-Klasse der niederländischen Koninklijke Marine.

## Geschichte
Sie wurde am 22. Dezember 1971 auf der Werft Koninklijke Maatschappij „De Schelde“ (KMS) in Vlissingen (Niederlande) auf Kiel gelegt und lief am 9. März 1974 vom Stapel. Das Schiff war zum Zeitpunkt seiner Indienststellung am 3. Juni 1976 zusammen mit dem Schwesterschiff Tromp die kampfstärkste Einheit der niederländischen Marine. Die NATO-Schiffskennung war F 806. Die Fregatte wurde am 3. Oktober 2001 außer Dienst gestellt und später abgewrackt. Ihr Brückenturm ist im Marinemuseum in Den Helder zu besichtigen.

## Taktisch-technische Daten
Die 138,0 m lange und 14,8 m breite Fregatte verdrängte 3660 Tonnen und besaß dabei einen maximalen Tiefgang von 4,60 m. Der Antrieb bestand aus Gasturbinen mit 62.000 PS Leistung, die auf zwei Schrauben wirkten und dem Schiff eine Höchstgeschwindigkeit von 30 Knoten verliehen. Bei einer Geschwindigkeit von 18 kn war der De Ruyter eine Reichweite von 5000 Seemeilen möglich.
Die Bewaffnung des Schiffs bestand aus zwei Geschützen des Kalibers 12,0 cm L/50 von Bofors, insgesamt sechs in zwei Gruppen aufgeteilte Torpedorohre mit 32,4 cm Durchmesser für die U-Boot-Abwehr sowie Starter für verschiedene Lenkwaffen. Dies waren vier Doppelstarter für Harpoon-Seezielraketen und ein Achtfachstarter für RIM-7 Sea Sparrow, wobei von beiden Lenkwaffentypen jeweils 16 Raketen an Bord mitgeführt wurden. Außerdem befand sich ein Starter für SM-1-Raketen auf dem Schiff, für den 40 Raketen bevorratet wurden. Die Bewaffnung wurde durch einen U-Boot-Abwehr-Hubschrauber ergänzt.
Ein wichtiges System war das sog. 3D-Radar, das eigens für das Schiff entwickelt wurde und zum Zeitpunkt der Indienststellung einzigartig war. Damit konnten erstmals Höhe, Kurs Geschwindigkeit gleich mehrerer Ziele dargestellt und diese somit bekämpft werden. Charakteristisch war die vergleichsweise, übergroße Radarkuppel über der Brücke des Schiffs. 
Die Besatzung der De Ruyter hatte eine Sollstärke von 306 Personen.